# Oberösterreichischer Verkehrsverbund
Der Oberösterreichische Verkehrsverbund (kurz: OÖVV) ist ein Verkehrsverbund, der einen Großteil des Gebiets von Oberösterreich mit öffentlichen Verkehrsleistungen versorgt.

## Struktur
Organisiert ist der Verkehrsverbund als OÖ Verkehrsverbund-Organisations GmbH Nfg. & Co KG (OÖVG), die gänzlich in Besitz des Landes Oberösterreich ist (über die OÖ Verkehrsholding und OÖ Landesholding). Politisch untersteht er der
Gruppe Öffentlicher Verkehr der Abteilung Gesamtverkehrsplanung und öffentlicher Verkehr innerhalb der Direktion Straßenbau und Verkehr des Landes Oberösterreich.
Der Oberösterreichische Verkehrsverbund ist Mitglied bei Mobilitätsverbünde Österreich, dem Zusammenschluss der sieben regionalen österreichischen Verkehrsverbünde, die gemeinsam für die Umsetzung und laufende Optimierung des öffentlichen Verkehrsnetzes sowie Mobilitätslösungen in ganz Österreich sorgen.
Der OÖVV ist seit 1. Februar 1995 in Betrieb.

### Mitglieder
Mitglieder des OÖVV sind:
| - Adelheid Leitner Linienverkehr - Baumgartner Reisen - Dr. Richard Niederösterreich Verkehrsbetrieb GmbH & Co KG - Hehenberger GmbH & Co. KG - Linz Linien GmbH - ÖBB-Personenverkehr AG - Österreichische Postbus AG - sabtours Busbetrieb GmbH | - Schörgenhuber Personenbeförderung GmbH - Stadtbetriebe Steyr GmbH - Stern & Hafferl Verkehrsgesellschaft mbH - Überland Wels Stroissmüller GmbH - Wels Linien GmbH - WESTbahn Management GmbH - Wilhelm Welser Verkehrsbetriebe Traun - Wilia – Autobusunternehmen der Marktgemeinde Wilhering |

Ehemalige Mitglieder des OÖVV sind:
| - Alois Sunzenauer (ausgeschieden seit 31. Juli 2016) - Auer Reisen GesmbH (Betriebseinstellung Mitte 2015) - Baumüller Heinrich - BI Kraftfahrlinien GmbH (Betriebseinstellung Mitte 2015) - Burgstaller Reisen GesmbH - Dobler GesmbH & Co. KG - Duschlbauer GesmbH - Eder–Reisen (Einstellung des Linienverkehrs 2015) - Heuberger August GmbH & Co. KG - Killinger GmbH (ausgeschieden seit 31. Juli 2016) - Lehner Wolfgang - Linzer Lokalbahn AG - Leonhartsberger Roland - Marktgemeinde Haslach a. d. Mühl - Naderer Bustouristik GesmbH (ausgeschieden seit 31. Juli 2016) | - Neuhauser Adelheid - Neundlinger Martin - Pernsteiner GesmbH & Co. KG - Pichelbauer Reisen GesmbH & Co. KG - Pils Reisen GmbH - Rebhandl - Reisebüro Busreisen Glas Günther GmbH - Reisedienst Willi Pum GesmbH & Co. KG - Reiseparadies Kastler GmbH - Resch–Reisen - Riedler Taxi und Busreisen GmbH & Co. KG - Simon GmbH & Co. KG - Sklona GmbH & Co. KG - Wiesinger Reisen GmbH - Wöß Reisen |

## Angebot des OÖVV

### Gebiet
Der Verkehrsverbund deckt das ganze Bundesland ab.
Im Salzkammergut und im Gebiet der Landesgrenze zu Salzburg gibt es Angebots-Überschneidungen mit dem Salzburger und den Steirischen Verkehrsverbund, ebenso an der Landesgrenze zu Niederösterreich mit dem Verkehrsverbund Ost-Region (bzw. vormals mit dem Verkehrsverbund Niederösterreich-Burgenland).

### Leistungen

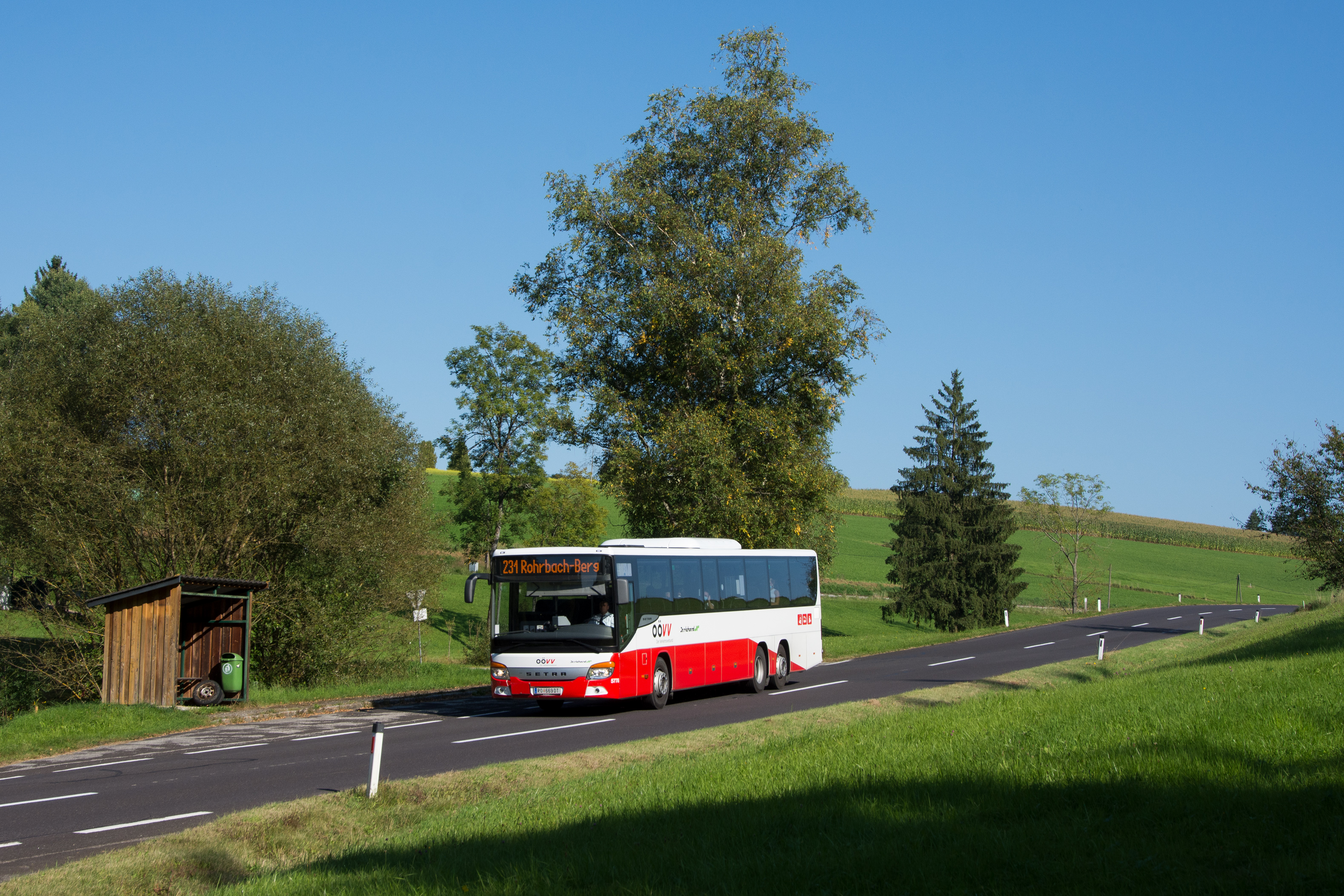
Ein Autobus Setra S 417 UL von Dr. Richard im Auftrag des OÖVV als Linie 231 nach Rohrbach-Berg bei Gaßlsedt im Mühlviertel (2021)

In der Stadt Linz werden 8,2 Millionen (Fahrt-)Kilometer von 30 Linien der Linz AG Linien erbracht. In Wels leistet das Unternehmen sabtours 1,1 Mio. Kilometer mit 14 Linien. Die Steyrer Stadtwerke kommen auf 840.000 Kilometer und erreicht das mit 13 Linien. Im Regionalverkehr werden 28 Mio. Kilometer von allen Verbundunternehmen des OÖVV erbracht. Diese Leistung ist auf 232 Linien verteilt.

### Tarife
Aufgrund des OÖVV ist es möglich, mit einem Ticket alle Linien des öffentlichen Verkehrs in Oberösterreich zu nutzen. Die Tarife werden aufgrund der durchfahrenen Zonen berechnet. Für die Kernzonen Linz, Wels und Steyr werden separate Tarife verrechnet.